# Religión en Irán
La religión en Irán comprende periodos que varían a lo largo de su historia y evolución. Se pueden dividir en tres secciones: la primera, la era de las religiones en la antigüedad donde destacan el mazdeismo o zoroastrianismo y sus religiones opositoras; seguida del período islámico sunni luego de la conquista árabe, pasando a la religión mayoritaria chií en 1501; así llegamos al presente, en el que Irán es un estado teocrático y donde la religión oficial es el islam chií.

## Religiones antiguas
Durante el milenio IV a. C. se produjeron en la zona del actual Irán una gran diversidad de cerámicas con formas animales o abstractas de gran calidad, algunos de los cuales tenían aparente uso ritual. 
Zoroastro (o Zaratustra) inicia a predicar en el año 700 a. C. una religión monoteísta, siendo opositor de las demás religiones de la época. En el siglo VI el rey Darío I convirtió en religión oficial el mazdeísmo (o zoroastrismo). Se trataba de una religión dualista, en la que el mundo estaba regido por dos principios: el bien (Ormuz o Ahura-Mazda, simbolizado por la luz, el Sol) y el mal (Ahrimán).

## Religión en la Edad Media
La Edad Media en Persia vio sucederse el dominio de diferentes pueblos. A mediados del siglo VII, concretamente en el año 636 (14 de la Hégira), se produjo la conquista de Irán por los musulmanes árabes. Los califas de Damasco y primeros abbasíes fueron tolerantes hacia las antiguas religiones, perdurando en Persia las creencias zoroastrianas, monofisitas y nestorianas. Así es como llega el islamismo a Irán y se cambia el mazdeismo por el islam.

## Religión en la Edad Moderna
El siglo XVI fue el de la independencia con la dinastía safaví o sefévida. Tiene su origen en las órdenes religiosas sufíes (místicos chiitas) de las montañas de Azerbaiyán. Organizaron su estado en torno al santuario de Ardabil, cerca del mar Caspio. Ismail, su jefe, se proclamó sah en el año 1501. El reino sefévida consolidó definitivamente la diferencia entre los persas y el resto de los musulmanes, al consagrar la preeminencia del chiismo dentro de Irán. De esta dinastía, cabe destacar el reinado de Abás el Grande (1587-1629).
La emergencia en 1501 de la dinastía Safaví conllevó la sustitución del islam suní, hasta entonces mayoritario, por el chiismo duodecimano como religión oficial del reino, además de una intensa persecución de la mayor parte de cofradías sufíes desarrolladas tras la invasión mongola del siglo XII. 

## Religión contemporánea
La religión oficial del país es el islam chií duodecimano. La mayoría son musulmanes: 89 % chiitas, la religión oficial del estado y un 11% sunnitas. Entre las religiones minoritarias destacan la fe bahá'í, el zoroastrismo, el judaísmo y el cristianismo.
Irán es un estado teocrático en el que no hay una separación entre el Estado y la religión. El sistema político de la república islámica se basa en la constitución de 1979. El sistema abarca varios órganos directivos conectados intrincadamente. El líder Supremo de Irán es responsable de la delineación y de la supervisión de las políticas generales, es comandante en jefe de las fuerzas armadas y controla las operaciones de inteligencia y la seguridad de la República. En ausencia del Líder, se nombra a un consejo de líderes religiosos. Él tiene por sí mismo, la autoridad de declarar la guerra, así como la capacidad de designar y despedir a los líderes judiciales, de las redes de radio y televisión estatales y al líder máximo del Cuerpo de Guardias de la República Islámica. [cita requerida]Designa a seis de los doce miembros del Consejo de Guardianes. Él y el consejo de líderes religiosos, son elegidos por la Asamblea de Expertos, con base en sus calificaciones y a la alta estima popular que se les profese. Irán tiene una importante minoría cristiana, y cuenta con un arzobispo católico caldeo de Teherán, los cristianos son reconocidos oficialmente en el país persa, y protegidos, al igual que los judíos y los zoroástricos, por las leyes establecidas en la Constitución por el fundador de la República Islámica de Irán. también cuenta con algunas sinagogas.

### Ateísmo en Irán
De acuerdo a Moaddel[¿quién?] y Azadarmaki[¿quién?], más del 4 % de iraníes no cree en dioses, teniendo una representación mayor que religiones como el cristianismo y el zoroastrismo, sin embargo aun así los ateos no son reconocidos oficialmente por el gobierno; en cambio el cristianismo y el zoroastrismo sí son aceptados por el gobierno, aunque con restricciones.
En Irán, los ateos no tienen personalidad jurídica reconocida, y deben declarar que son musulmanes, cristianos, judíos o zoroastristas, a fin de reclamar algunos derechos legales, incluyendo la solicitud para el ingreso a la universidad, o para convertirse en abogados.

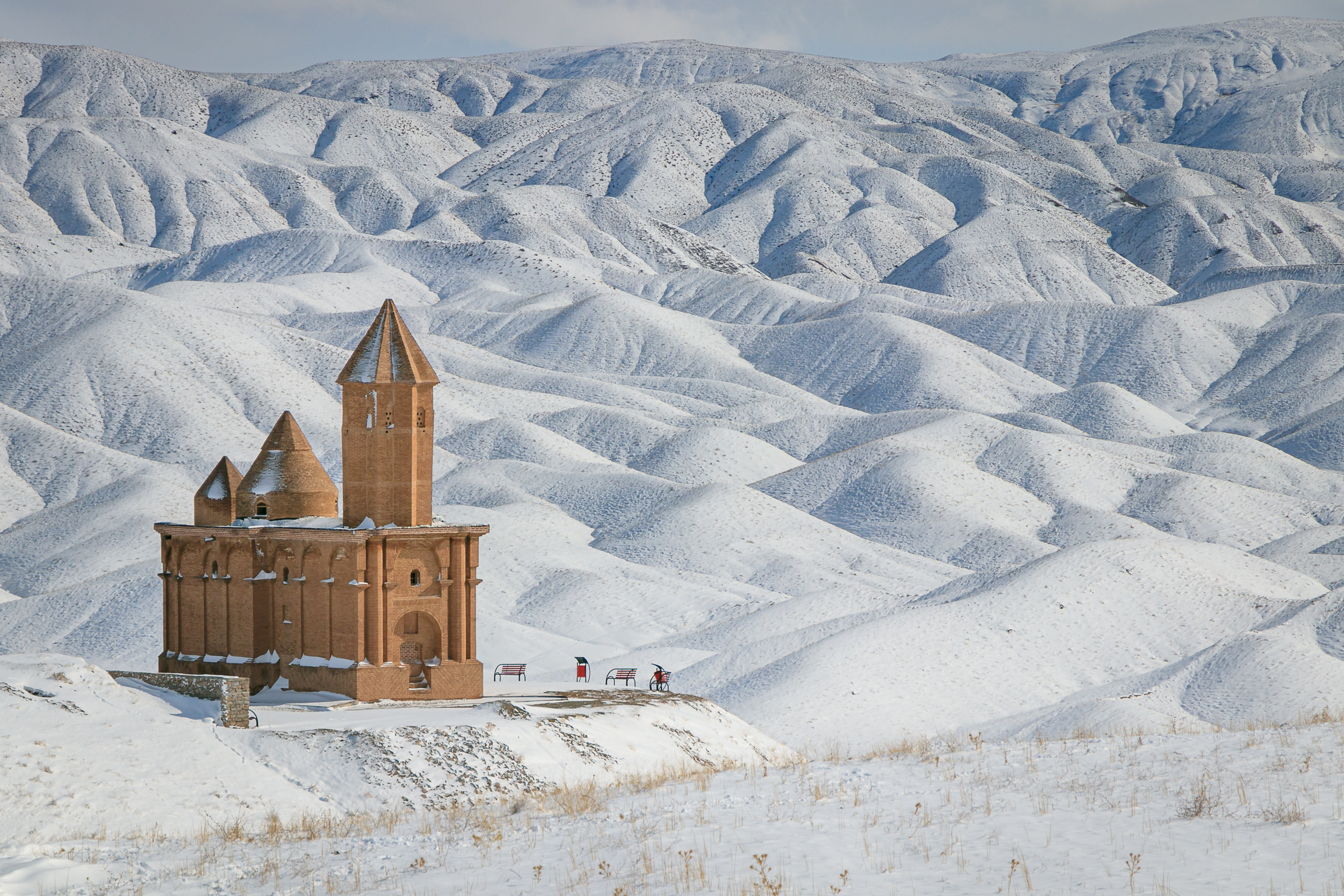
Vista invernal de la Iglesia de San Juan en Sohrol, una iglesia católica armenia del o en Sohrol, Shabestar, Irán.

### Cristianismo en Irán
El Cristianismo en Irán ha tenido una larga historia, remontándose a los primeros años de esta fe. Siempre ha sido una religión minoritaria, oscurecida por las religiones de estado mayoritarias, el zoroastrismo en el pasado, el islam chiita en la actualidad. Los cristianos formaban el 0,2 % de la población iraní total en 2000, aunque existen datos sobre numerosas conversiones (sobre todo al cristianismo evangélico), debido principalmente a las cadenas de televisión por satélite y radio de onda corta que transmiten mensajes cristianos en persa.